# パールリバー郡 (ミシシッピ州)
パールリバー郡（英: Pearl River County）は、アメリカ合衆国ミシシッピ州の南部に位置する郡である。2010年国勢調査での人口は55,834人であり、2000年の48,621人から14.8%増加した。郡庁所在地はポプラビル市（人口2,894人）であり、同郡で人口最大の都市はピカユーン市（人口10,878人）である。
パールリバー郡はその全体でピカユーン小都市圏を構成している。
2005年9月2日、オハイオ州軍第134野砲連隊第1大隊がポプラビルの州軍武器庫に到着し、ハリケーン・カトリーナの被害を受けたパールリバー郡の復興を助けた。最初に行ったのは銀行、薬局、ガソリンスタンドの安全確保であり、また田園部救急支援要請への対応だった。この部隊は3週間滞在し、郡内の多くの家庭や構造物を点検した。

## 地理
アメリカ合衆国国勢調査局に拠れば、郡域全面積は818.93平方マイル (2,121.0 km2)であり、このうち陸地811.33平方マイル (2,101.3 km2)、水域は7.60平方マイル (19.7 km2)で水域率は0.93%である。

### 主要高規格道路
- 州間高速道路59号線
- アメリカ国道11号線
- ミシシッピ州道13号線
- ミシシッピ州道26号線
- ミシシッピ州道43号線
- ミシシッピ州道53号線

### 隣接する郡
- ラマー郡 - 北
- フォレスト郡 - 北東
- ストーン郡 - 東
- ハンコック郡 - 南
- セントタマニー郡 (ルイジアナ州) - 南西
- ワシントン郡 (ルイジアナ州) - 西
- マリオン郡 - 北西

### 国立保護地域
- ボーグチット国立野生生物保護区（部分）
- デソト国立の森（部分）

## 人口動態
以下は2000年国勢調査による人口統計データである。
| 基礎データ - 人口: 48,621人 - 世帯数: 18,078 世帯 - 家族数: 13,576 家族 - 人口密度: 23人/km2（60人/mi2） - 住居数: 20,610軒 - 住居密度: 10軒/km2（25軒/mi2） 人種別人口構成 - 白人: 85.55% - アフリカン・アメリカン: 12.18% - ネイティブ・アメリカン: 0.50% - アジア人: 0.27% - 太平洋諸島系: 0.03% - その他の人種: 0.34% - 混血: 1.13% - ヒスパニック・ラテン系: 1.41% 年齢別人口構成 - 18歳未満: 27.0% - 18-24歳: 9.4% - 25-44歳: 27.1% - 45-64歳: 23.9% - 65歳以上: 12.6% - 年齢の中央値: 36歳 - 性比（女性100人あたり男性の人口） - 総人口: 94.4 - 18歳以上: 91.0 | 世帯と家族（対世帯数） - 18歳未満の子供がいる: 34.8% - 結婚・同居している夫婦: 58.3% - 未婚・離婚・死別女性が世帯主: 12.5% - 非家族世帯: 24.9% - 単身世帯: 21.7% - 65歳以上の老人1人暮らし: 9.0% - 平均構成人数 - 世帯: 2.65人 - 家族: 3.08人 収入と家計 - 収入の中央値 - 世帯: 30,912米ドル - 家族: 35,924米ドル - 性別 - 男性: 30,370米ドル - 女性: 21,519米ドル - 人口1人あたり収入: 15,160米ドル - 貧困線以下 - 対人口: 18.4% - 対家族数: 15.5% - 18歳未満: 25.6% - 65歳以上: 12.5% |

## 郡政府
パールリバー郡は5人の委員による郡政委員会が統治している。委員は5つの選挙区から各1人が選ばれている。

## 都市と町

### 都市
- ピカユーン
- ポプラビル - 郡庁所在地
- ランバートン（大半はラマー郡）

### 未編入の町
| - シーザー - キャリーア - クロスローズ | - ヘンリーフィールド - マクニール | - ニコルソン - オゾナ |